# Großnondorf (Gemeinde Guntersdorf)
Großnondorf ist eine Ortschaft und eine Katastralgemeinde in der Marktgemeinde Guntersdorf im Bezirk Hollabrunn in Niederösterreich.

## Geografie
Das Dorf befindet sich südwestlich von Guntersdorf. Beim Ort entspringt der Gmoosbach, ein Zufluss des Göllersbachs. Durch den Ort führt die Waldviertler Straße, von der hier die Landesstraße L1066 abzweigt.

## Geschichte
Der Ort wurde 1108 urkundlich genannt. Laut Adressbuch von Österreich waren im Jahr 1938 in der Ortsgemeinde Großnondorf ein Bäcker, zwei Brennmaterialienhändler, ein Fleischer, zwei Gastwirte, zwei Gemischtwarenhändler, ein Landesproduktehändler, zwei Schmiede, ein Schneider und zwei Schneiderinnen, drei Schuster, zwei Tischler, ein Viktualienhändler, eine Ziegelei und einige Landwirte ansässig.
Zum 1. Jänner 1971 erfolgte die Eingliederung der Gemeinde Großnondorf als Katastralgemeinde in die Gemeinde Guntersdorf.

## Verbauung
Das Linsenangerdorf ist mit Zwerch- und Streckhöfen verbaut. Im östlichen Ortsteil besteht eine gestaffelte Reihe von trauf- und giebelständigen Streckhöfen. Am nördlichen Hintaus gibt es zahlreiche mächtige hölzerne Längs- und Querscheunen teils mit Schopfwalmdach.
Am nördlichen Ortsausgang ist eine geschlossene Kellergasse erhalten. Östlich zeilig verbaut stehen gestaffelt eingeschoßige traufständige Presshäuser. Weitere Gruppen von Kellerbauten und Presshäusern stehen am nordwestlichen Ortsrand.

## Kultur und Sehenswürdigkeiten
- Katholische Pfarrkirche Großnondorf hl. Pankratius

## Persönlichkeiten
- Heribert Potuznik (1910–1984), Maler, lebte und arbeitete im Ort